# Mimectatina meridiana ohirai
Mimectatina meridiana ohirai es una subespecie de escarabajo longicornio del género Mimectatina, tribu Desmiphorini, subfamilia Lamiinae. Fue descrita científicamente por Breuning & Villiers en 1973.
La especie se mantiene activa durante los meses de marzo, abril, mayo, junio, julio, agosto, septiembre y octubre.

## Descripción
Mide 7-12,5 milímetros de longitud.

## Distribución
Se distribuye por Japón.